# Derlin-1
Derlin-1‏ (Derlin 1) هوَ بروتين يُشَفر بواسطة جين Derlin-1 في الإنسان.